# Mandevilla mexicana
Mandevilla mexicana är en oleanderväxtart som först beskrevs av Müll. Arg., och fick sitt nu gällande namn av R. E. Woodson. Mandevilla mexicana ingår i släktet Mandevilla och familjen oleanderväxter. Inga underarter finns listade i Catalogue of Life.